# 전원석
전원석(1963년 8월 7일 ~)은 대한민국의 가수이다. 1984년 그룹 ‘주사위’의 멤버로 데뷔해, 그 후 솔로로 독립, 《떠나지마》 등이 히트했다.
한편, 자신의 솔로 데뷔곡인 《떠나지마》는 원래 가수 박상민의 노래가 될 예정이었으나 무산됐다.

## 학력
- 화곡고등학교
- 명지대학교 성악 학사

## 경력
- 1984.2~1986.7 그룹 '주사위' 멤버
- 2014.4~ 충주세계무술축제 홍보대사
- 한국예술종합전문학교 실용음악학부 교수

## 음반

### 정규 음반
- 1집 《떠나지마》(1986년)
- 2집 《전원석 2집 - 가는곳 어디이길래》(1988년)
- 3집 《어디에서 머물러도 / 상처》(1989년)
- 4집 《슬픔이여 안녕》(1992년)
- 베스트 《전원석 골든》(1993년)
- 5집 《자존심》(1995년)
- 6집 《가는곳 어디이길래 / 내곁에 있어줘》(1998년)
- 싱글 The Digital Single Album 《내 마음 아나요》(1999년)
- 7집 《Sadness / 바람같은 女人》(2005년)
- OST 《Mr.아이돌 OST 'Theme Album'》(2011년)
- 싱글 《아직은 쓸만해》(2019년)
- 미니1집 	EP(미니) 《아직은 쓸만해 / 배신 / 얄짤》(2020년)

## 공연
- 2011.9.3 - 8090 가을 콘서트  추억 만들기
- 2017.6.30~7.1 - 이정석 이규석 전원석 토크앤발라드
- 2018.5.25~26 - 이정석 이규석 전원석 Talk N Ballard,Birthday ...
- 2018.10.20 - 광화문릴레이콘서트 전원석
- 2020.12.20 - 음악속에 선율 - 홍천

## 영화
- 1990년 영심이 (왕경태 역)
- 1991년 사랑은 지금부터 시작이야 (철 역)

## 드라마
- 1989년 KBS1 세노야

## 방송
- 2006년  5. 6 KBS 1TV 《콘서트 7080》 (72회) 출연
- 2007년 10.27 KBS 1TV 《콘서트 7080》 (147회) 출연
- 2008년  9.13 KBS 1TV 《콘서트 7080》 (189회) 출연
- 2014년 EBS1 대한민국 화해 프로젝트 -용서 -  '떠나지마' 가수 전원석과 아들
- 2024년 MBN 특종세상 624회 - 원 히트 원더 '떠나지마'의 주인공 가수 전원석

## 수상
- 1987년 KBS 가요대상 신인상